# Atanyjoppa sumatrana
Atanyjoppa sumatrana là một loài tò vò trong họ Ichneumonidae.